# Café à la valdôtaine
Le café à la valdôtaine ou café à la cogneintse est une boisson à base de café typique de la Vallée d'Aoste.
Il s'agit d'une façon de boire le café à la ronde typique de la cuisine valdôtaine.
Sa préparation nécessite d'un récipient dénommé coupe de l'amitié en bois sculpté.

## Histoire
Le café se diffuse en Vallée d'Aoste entre les XVIe et XVIIe siècles. Le noyau de diffusion de cette façon de boire le café — d'où son nom de cogneintse — se situe à Cogne.

## Récipient

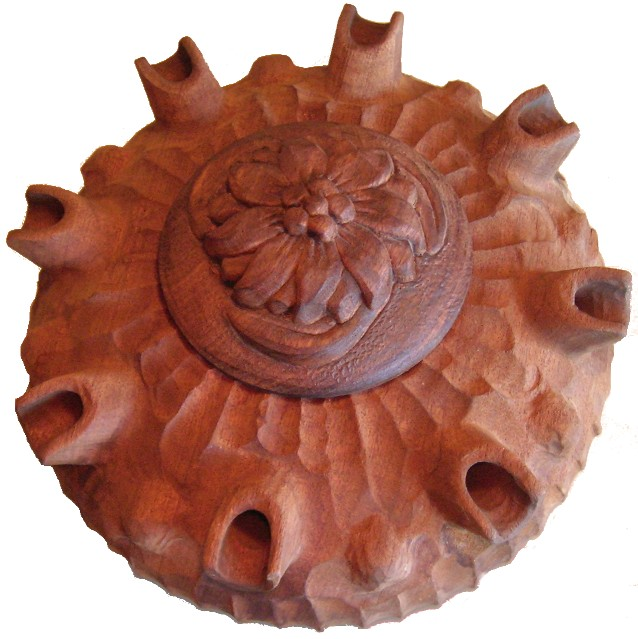
Coupe de l'amitié à huit becs.

Le café à la valdôtaine se boit dans la coupe de l'amitié, ou bien dans une grolle, même si cette dernière est aujourd'hui utilisée plutôt comme souvenir ou comme trophée, alors que sa composition (en noyer ou en érable) donne au café un arôme meilleur.

## Préparation

### Première variante

#### Ingrédients
Pour 4 personnes :
- 4 tasses de café
- 4 tasses d'eau-de-vie blanche
- 4 tasses de punch
- une tasse de génépy
- 4 cuillères de sucre
- 4 clous de girofle
- écorce d'orange

#### Préparation
1. Verser directement dans la coupe de l'amitié les tasses de café (expresso ou moka).
2. Saupoudrer de sucre le bord de la coupe.
3. Chauffez l'eau-de-vie, le punch, une tasse de génépy, les 4 cuillères de sucre, les clous de girofle et l'écorce d'orange.
4. Faites fondre le sucre et ajoutez le café au liquide filtré.
5. Enflammez le contenu et laissez que le sucre se caramélise en le mouillant de temps en temps avec une cuillère.
6. Versez le caramel obtenu dans la coupe, fermez avec le couvercle et buvez à la ronde en bouchant les becs adjacents à celui d'où on boit. Il ne faut jamais poser la coupe sur la table avant de terminer le café.

### Deuxième variante

#### Ingrédients
- 8-10 petits verres d'eau-de-vie
- écorce de citron
- écorce d'orange
- 18 cuillères de sucre
- du génépy ou du vin

#### Préparation
1. Versez l'eau-de-vie dans la coupe et ajoutez le sucre; l'écorce de citron et d'orange; 15 cuillères de sucre et éventuellement le génépy ou le vin.
2. Versez les 3 cuillères de sucre qui restent sur le bord de la coupe et dans les becs. Versez le café dès qu'il est prêt, encore bouillant, dans la coupe et remuez jusqu'à faire fondre le sucre.
3. Utilisez l'eau-de-vie qui vous reste pour mouiller le sucre sur le bord du récipient et enflammez-le. Ce processus va caraméliser le sucre et brûlera partiellement l’alcool de l'eau-de-vie. Après quelques secondes, fermez la coupe pour éteindre la flamme et pour boire à la ronde comme décrit ci-dessus.